# 羅濟夫卡 (維索科皮利亞區)
47°33′27″N 33°13′14″E / 47.55750°N 33.22056°E
羅濟夫卡（烏克蘭語：Розівка）是位於烏克蘭南部的村莊，由赫爾松州貝里斯拉夫區的科丘貝伊夫卡市鎮負責管轄。該村面積8.19平方公里，海拔高度67米，2001年人口120，人口密度每平方公里14.7人。